# Lac Vanasse
Der Lac Vanasse ist ein See in der Verwaltungsregion Nord-du-Québec in der kanadischen Provinz Québec.

## Lage
Der Lac Vanasse liegt im Norden der Ungava-Halbinsel, etwa 50 km südlich der Hudsonstraße. Der See liegt auf einer Höhe von ungefähr 325 m. Der kreisförmige See hat einen Durchmesser von 6 km und eine Fläche von 27 km². Er wird an seinem Südostufer vom Rivière Kovik zur Hudson Bay hin entwässert.

## Etymologie
Der Lac Vanasse wurde nach dem Historiker Fabien Vanasse, der den Polarforscher Joseph-Elzéar Bernier in den Jahren 1906–1911 auf dessen Expeditionen begleitete, benannt.